# روزيتا ميلو
روزيتا ميلو (بالإسبانية: Rosa Clotilde Mele Luciano) (9 يوليو 1897، مونتفيدو في الأوروغواي - 12 أغسطس 1981، بوينس آيرس في الأرجنتين)؛ ملحنة، كاتِبة وشاعرة أرجنتينية.

## روابط خارجية
- روزيتا ميلو على موقع ميوزك برينز (الإنجليزية)